# フェルナン・レジェ美術館
フェルナン・レジェ美術館(Musée National Fernand Léger)は、フランスのニース近郊のビオットにある美術館である。

## 沿革
画家のフェルナン・レジェは1949年頃からビオットで陶器の製作をはじめ、1955年にはそこに土地を購入する。レジェはその一ヵ月後に没するが、未亡人ナディアとその新しい夫のジョルジュ・ボーキエにより、1960年にその土地にレジェ美術館が開館した。その後美術館はコレクションを含めてフランス国家に寄付され、国立美術館となった。近年になって改装し、2008年6月にリニューアルオープンした。